# Nacional'nyj otbor 2018
La quinta edizione del Nacional'nyj otbor (in russo Национальный отбор?, "selezione nazionale") è stata organizzata dall'emittente radiotelevisiva bielorussa BTRC per selezionare il rappresentante nazionale all'Eurovision Song Contest 2018 a Lisbona.
Il vincitore è stato Alekseev con Forever.

## Organizzazione
La Bielorussia ha utilizzato una finale nazionale per selezionare tutti i suoi partecipanti eurovisivi dal suo debutto nel 2004, tranne in due occasioni (nel 2010 e nel 2011 i rappresentanti bielorussi sono infatti stati selezionati internamente). BTRC ha confermato la sua partecipazione all'Eurovision 2018 ad agosto 2017, mentre l'utilizzo della finale televisiva come metodo di selezione è stato reso noto il 2 dicembre 2017. La competizione, che si è tenuta il 16 febbraio ai "600 Metrov" Studio di Minsk, è consistita in 10 partecipanti. I risultati sono stati decretati da un mix di voto della giuria e televoto.

## Partecipanti
BTRC ha aperto la possibilità di inviare proposte per la competizione dal 2 al 26 gennaio 2017. Le 95 canzoni ricevute, hanno preso parte alle audizioni dal vivo, che si sono tenute l'11 febbraio 2018; una giuria ha quindi selezionato gli 11 finalisti per la finale televisiva del 16 febbraio.
Il 16 gennaio 2018, Sofi Lapina ha annunciato il ritiro dalla selezione a causa di conflitti tra l'emittente nazionale e per la non squalifica del brano dell'artista ucraino Alekseev.
| Artista               | Titolo         | Lingua     | Compositori                                                               |
| --------------------- | -------------- | ---------- | ------------------------------------------------------------------------- |
| Adagio                | Ty i ja        | Bielorusso | Evgenij Olejnik, Julija Bykova                                            |
| Alekseev              | Forever        | Inglese    | Kirill Pavlov, Evgenij Matjušenko                                         |
| Alen Hit              | I Don't Care   | Inglese    | Oleg Šutskij                                                              |
| Anastasija Malaškevič | World on Fire  | Inglese    | Ylva Persson, Linda Persson, Niklas Bergqvist, Simon Johansson            |
| Gunesh                | I Won't Cry    | Inglese    | Tim Norell, Ola Håkansson, Alexander Bard                                 |
| Kirill Good           | Deja Vu        | Inglese    | Kirill Ermakov, Roman Kolod'ko                                            |
| Lexy Weaver           | Ain't You      | Inglese    | Aljaksandra Tkač                                                          |
| Napoli                | Chasing Rushes | Inglese    | Will Taylor, Michael James Down                                           |
| Radiovolna            | Subway Lines   | Inglese    | Uladzislaŭ Čyžykaŭ, German Bronovickij, Vitalij Bečerskij, Roman Kolod'ko |
| Sofi Lapina           | Gravity        | Inglese    | Leo Vasilec                                                               |
| Šuma                  | Čmarki         | Bielorusso | Maks Šur, Aleksej Korobejnik                                              |

## Finale
La finale si è tenuta il 16 febbraio 2018 presso i "600 Metrov" Studios di Minsk. Alekseev ha vinto la selezione con la sua Forever, arrivando primo sia nel voto della giuria che nel televoto.
| #  | Artista               | Titolo         | Punteggio | Punteggio | Punteggio | Posizione |
| #  | Artista               | Titolo         | Giuria    | Televoto  | Totale    | Posizione |
| -- | --------------------- | -------------- | --------- | --------- | --------- | --------- |
| 1  | Adagio                | Ty i ja        | 1         | 1         | 2         | 10        |
| 2  | Alekseev              | Forever        | 12        | 12        | 24        | 1         |
| 3  | Šuma                  | Čmarki         | 4         | 10        | 14        | 3         |
| 4  | Napoli                | Chasing Rushes | 6         | 7         | 13        | 4         |
| 5  | Anastasija Malaškevič | World on Fire  | 7         | 5         | 12        | 7         |
| 6  | Gunesh                | I Won't Cry    | 8         | 6         | 14        | 2         |
| 7  | Radiovolna            | Subway Lines   | 10        | 2         | 12        | 6         |
| 8  | Alen Hit              | I Don't Care   | 2         | 4         | 6         | 9         |
| 9  | Lexy Weaver           | Ain't You      | 4         | 3         | 7         | 8         |
| 10 | Kirill Good           | Deja Vu        | 5         | 8         | 13        | 5         |

## All'Eurovision Song Contest

### Verso l'evento
Alekseev, per sponsorizzare il proprio brano, ha preso parte all'Israel Calling (Tel Aviv, 8-11 aprile 2018), all'Eurovision in Concert 2018 (Amsterdam, 14 aprile 2018) e all'Eurovision Spain Pre-Party 2018 (Madrid, 20-21 Aprile 2019).
Il 29 gennaio 2018 si è tenuto il sorteggio che ha determinato la composizione delle due semifinali, dove è stato determinato che la Bielorussia si sarebbe esibita nella prima metà della prima semifinale.
Il 3 aprile 2018, con la decisione dell'ordine di esibizione delle semifinali, la nazione è stata posta al 8º posto, dopo l'israeliana Netta e prima dell'estone Elina Netšajeva.

### Performance
Le prove generali si sono tenute il 4 maggio, seguite dalle prove costume il 7 maggio, includendo l'esibizione per le giurie, dove le varie giurie nazionali hanno visto e votato i partecipanti della semifinale.
La Bielorussia si è esibita 8ª nella prima semifinale, classificandosi 16ª con 65 punti, non riuscendo a qualificarsi per la serata finale.

### Giuria e commentatori
La giuria bielorussa per l'Eurovision Song Contest 2018 è stata composta da:
- Iskuj Abaljan, cantante e presidente di giuria;
- Alex Nabeev, cantante;
- Vladimir Bogdan, conduttrice televisivo e radiofonico;
- Tat'jana Parchamovič, vicedirettore del Professional Arts Department of the Ministry of Culture;
- Svetlana Stacenko, produttrice discografica.

L'evento è stato trasmesso sui canali televisivi Belarus-1 e Belarus 24 con il commento di Jaŭgen Perlin.
I portavoce dei voti della giuria in finale sono stati i Navi, rappresentanti dello stato all'Eurovision Song Contest 2017.

### Voto

#### Punti assegnati alla Bielorussia
| Giuria 17° (20 punti)   | Giuria 17° (20 punti) | Giuria 17° (20 punti) | Giuria 17° (20 punti) | Giuria 17° (20 punti) |
| 12                      | 10                    | 8                     | 7                     | 6                     |
| ----------------------- | --------------------- | --------------------- | --------------------- | --------------------- |
| - Azerbaigian           |                       |                       | - Albania             |                       |
| 5                       | 4                     | 3                     | 2                     | 1                     |
|                         |                       |                       |                       | - Armenia             |
| Televoto 13° (45 punti) |                       |                       |                       |                       |
| 12                      | 10                    | 8                     | 7                     | 6                     |
| - Azerbaigian           | - Armenia             |                       |                       | - Estonia - Lituania  |
| 5                       | 4                     | 3                     | 2                     | 1                     |
| - Cipro                 |                       | - Finlandia           | - Bulgaria            | - Grecia              |

#### Punti assegnati dalla Bielorussia
| Punti | Giuria          | Televoto        |
| ----- | --------------- | --------------- |
| 12    | Albania         | Armenia         |
| 10    | Repubblica Ceca | Israele         |
| 8     | Croazia         | Repubblica Ceca |
| 7     | Islanda         | Cipro           |
| 6     | Israele         | Lituania        |
| 5     | Bulgaria        | Bulgaria        |
| 4     | Armenia         | Austria         |
| 3     | Finlandia       | Estonia         |
| 2     | Irlanda         | Belgio          |
| 1     | Austria         | Irlanda         |

| Punti | Giuria          | Televoto        |
| ----- | --------------- | --------------- |
| 12    | Cipro           | Ucraina         |
| 10    | Austria         | Norvegia        |
| 8     | Norvegia        | Israele         |
| 7     | Albania         | Danimarca       |
| 6     | Repubblica Ceca | Moldavia        |
| 5     | Lituania        | Repubblica Ceca |
| 4     | Slovenia        | Italia          |
| 3     | Danimarca       | Cipro           |
| 2     | Australia       | Ungheria        |
| 1     | Svezia          | Bulgaria        |

## Controversie
Il 15 gennaio 2018, subito dopo l'annuncio dei finalisti, è emerso che Alekseev aveva presentato una versione del suo brano in lingua russa durante i suoi concerti prima del 1º settembre 2017. Le regole dell'Eurovision stabiliscono che nessuna canzone può essere resa disponibile al pubblico prima del 1º settembre dell'anno precedente, poiché ciò potrebbe dare alle canzoni un vantaggio sleale. L'emittente bielorussa BTRC ha confermato che nessun brano selezionato per la finale nazionale era stato pubblicato prima di tale data. In seguito alla notizia, sette dei dieci finalisti in competizione, tra cui la ritirata Sofi Lapina, hanno scritto una lettera aperta all'emittente, dichiarando che si sarebbero ritirati dalla selezione nazionale se Alekseev non fosse stato squalificato, aggiungendo inoltre che credevano che lo spettacolo fosse truccato per facilitare la vittoria dell'artista ucraino. Il 1º febbraio 2018, l'emittente ha annunciato che Alekseev non sarebbe stato squalificato dalla selezione, dopo che l'artista ha modificato la composizione musicale del brano.
Il successivo 17 febbraio, invece, è stata annunciata una possibile squalifica per gli Šuma poiché nel loro brano erano presenti versi tratti da una canzone del folklore bielorusso, ma alla fine al gruppo è stato permesso di prendere parte alla competizione dopo un repentino cambio del testo.